# José María Martínez Martínez
José María Martínez Martínez (Valle de Guadalupe, Jalisco; 9 de junio de 1972) es un político y abogado mexicano, fue candidato para la alcaldía de Guadalajara por el partido Movimiento Regeneración Nacional (Morena). Ha sido diputado al Congreso de Jalisco y senador en representación de su estado. 

## Biografía
José María Martínez es abogado egresado del ITESO y tiene estudios de posgrado en Derecho Administrativo. En la estructura del PAN se desempeñó como Consejero Nacional del Comité Ejecutivo Nacional, secretario del Registro Estatal de Miembros y miembro del Comité Directivo Estatal; miembro del Comité Directivo Municipal de Guadalajara y secretario Jurídico del Comité Directivo Estatal.
Ha sido electo en dos ocasiones diputado al Congreso de Jalisco, de 2004 a 2006 y de 2009 a 2012, en ambos periodos ha sido coordinador de la fracción parlamentaria del PAN y entre 2007 y 2009 fue regidor del Ayuntamiento de Guadalajara.
En 2012 fue postulado candidato a Senador por el PAN en primera fórmula, sin embargo el triunfo en la elección le correspondió a la fórmula postulada por el PRI y quedando en segundo lugar, siendo por tanto electo por el principio de Primera minoría para el periodo que concluirá en 2018.
El 12 de junio de 2014 asumió la presidencia de la nueva comisión de la Familia y Desarrollo Humano del Senado de la República; en calidad de presidente de dicha comisión, declaró en una entrevista televisiva el 18 de junio que las uniones entre personas del mismo sexo «no son una familia, son un matrimonio entre personas del mismo sexo» y las calificó de «moda», y en el caso del aborto lo consideró «indudablemente en caso voluntario atenta contra la vida». Dichas declaraciones suscitaron el rechazo de gran parte de la clase política por considerarlas discriminativas, exigiéndose su destitución como presidente de la mencionada comisión de la familia.
El 1 de noviembre del 2021, José María Martínez asumió el cargo de legislador en el congreso local de Jalisco. Este político, ahora ex-panista, representa la fracción del Partido Movimiento de Regeneración Nacional, Morena.  Según reporta el periódico Mural, de Jalisco, Martínez coordinó la bancada de Morena en la Legislatura local (de Jalisco).  Ver: “Coordinarán ‘polémicos’: Perfilan a coordinadores parlamentarios”, 17 de septiembre del 2021, Mural, sección Comunidad, página 3.